# Phát triển vắc-xin HIV

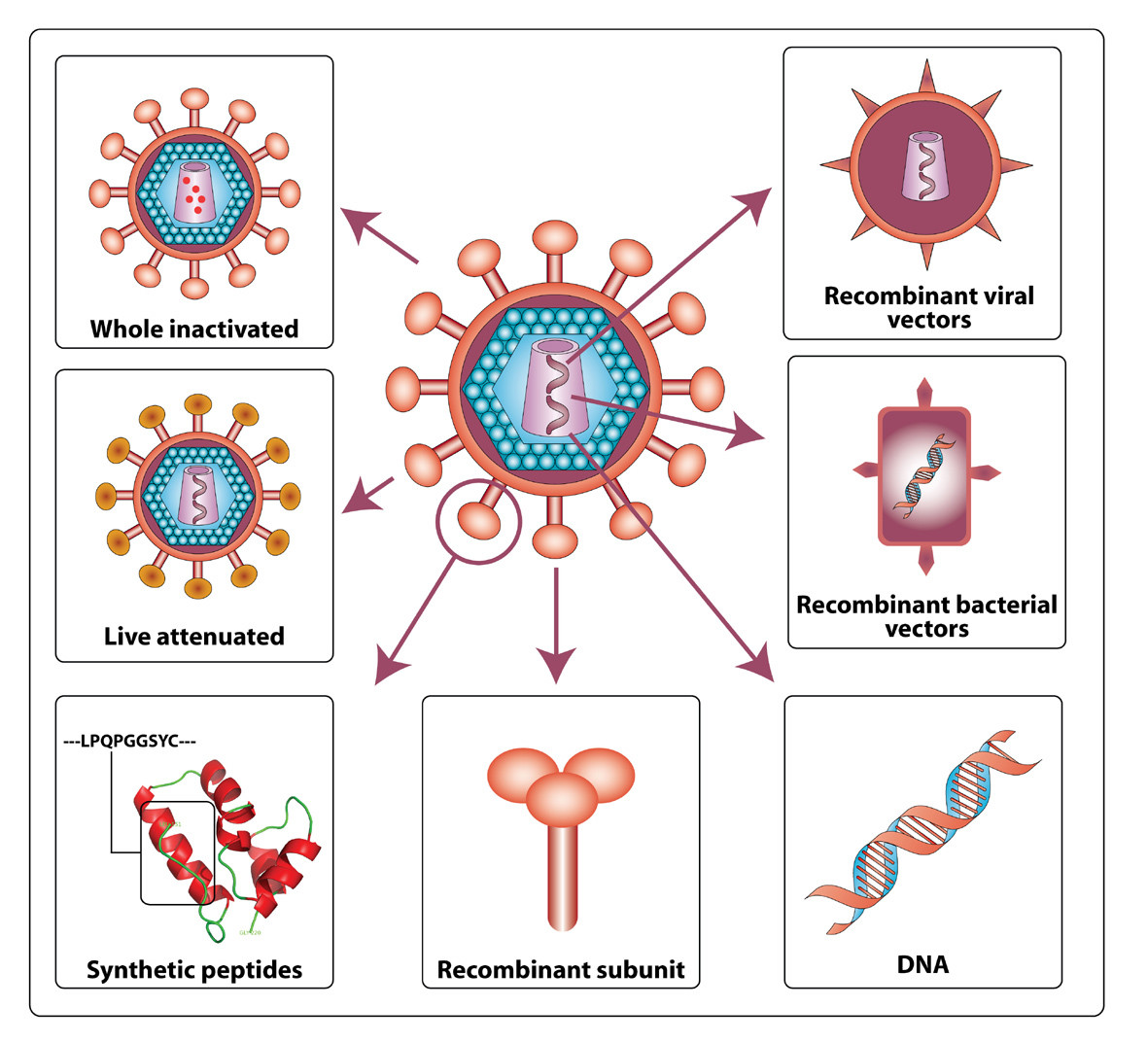
Các phương pháp tiếp cận khác nhau để phát triển vắc-xin HIV

Một vắc-xin HIV với mục đích có thể bảo vệ những cá nhân không bị nhiễm HIV khỏi siêu vi rút này (một loại vắc-xin phòng ngừa) hoặc điều trị cho người nhiễm HIV (một loại vắc-xin điều trị). Có hai phương pháp tiếp cận vắc-xin HIV: một phương pháp tiêm vaccin hoạt động nhằm tạo ra một đáp ứng miễn dịch chống lại HIV; và một phương pháp tiêm chủng thụ động nhằm tạo sẵn các kháng thể kháng HIV.
Hiện tại, không có vaccine HIV được cấp phép trên thị trường nhưng nhiều dự án nghiên cứu nghiên cứu đang diễn ra để cố gắng tìm một loại vắc-xin hiệu quả. Có bằng chứng trên con người rằng tạo ra một loại vắc-xin HIV là có tính khả thi. Nhưng đó chỉ là một số rất ít, không phải là tất cả, các cá nhân phơi nhiễm HIV tự sản xuất kháng thể trung hòa kìm hãm virus làm cho những người này vẫn không có triệu chứng trong nhiều thập kỷ. Các kháng thể trung hòa có thể được nhân bản vô tính trong phòng thí nghiệm (kháng thể đơn dòng) và đang được thử nghiệm lâm sàng chủng ngừa thụ động.
Nhiều thử nghiệm đã cho thấy không có hiệu quả nhưng cho đến nay, một phác đồ vắc-xin HIV, RV 144, đã được chứng minh là ngăn ngừa HIV trên một số cá nhân ở Thái Lan

## Tổng quan
Tính cấp thiết của việc tìm kiếm một loại vắc-xin chống lại HIV xuất phát từ số lượng người chết liên quan đến AIDS đã hơn 25 triệu người kể từ năm 1981. Năm 2002, AIDS trở thành nguyên nhân chính gây tử vong do tác nhân truyền nhiễm ở Châu Phi.
Các phương pháp điều trị thay thế đang tiến hành cho đến khi một vắc xin được HIV tạo ra. Để điều trị cho cá nhân nhiễm HIV, liệu pháp kháng retrovirus hoạt tính cao (HAART) đã được chứng minh là mang lại nhiều lợi ích cho những người bị nhiễm HIV, bao gồm cải thiện sức khỏe, kéo dài thời gian sống, kiểm soát viremia
,và dự phòng lây nhiễm cho trẻ sơ sinh và đối tác tình dục. HAART phải sử dụng suốt đời không gián đoạn để có hiệu quả, nhưng không thể chữa được HIV. Các lựa chọn phòng ngừa nhiễm HIV cho những người không nhiễm HIV bao gồm quan hệ tình dục an toàn (ví dụ kiêng tình dục, giảm bạn tình và sử dụng bao cao su), chiến lược kháng virus (dự phòng trước phơi nhiễm và dự phòng sau phơi nhiễm) và cắt bao quy đầu ở nam giới. VTiêm chủng đã chứng minh là một công cụ y tế công cộng mạnh mẽ trong việc đánh bại các căn bệnh khác, và vắc-xin HIV thường được coi là có khả năng nhất và có lẽ cách duy nhất để ngăn chặn đại dịch HIV. Tuy nhiên, HIV-1 đó vẫn là một mục tiêu đầy thách thức cho cả nền y học trong sản xuất vắc xin.